# Don Sutton
Donald Howard Sutton (Clio; Alabama; 2 de abril de 1945-Rancho Mirage, California; 18 de enero de 2021) fue un lanzador de béisbol profesional estadounidense. Jugó en la Major League Baseball (MLB) durante 23 temporadas como miembro de Los Angeles Dodgers, Houston Astros, Milwaukee Brewers, Oakland Athletics y California Angels. Sutton ganó un total de 324 juegos, 58 de ellos blanqueados, cinco de ellos de un hit y 10 de dos hits, siete de los cuales fueron blanqueados, y está séptimo en la lista de ponches de todos los tiempos del béisbol con 3,574.
Sutton nació en Clio, Alabama. Asistió a la escuela secundaria y al colegio comunitario en Florida antes de ingresar al béisbol profesional. Después de un año en las ligas menores, Sutton se unió a los Dodgers. A partir de 1966, estuvo en la rotación de lanzadores abridores del equipo con Sandy Koufax, Don Drysdale y Claude Osteen. 16 de las 23 temporadas de Sutton en la MLB las pasó con los Dodgers. Sólo registró una temporada de veinte victorias, pero obtuvo diez o más victorias en todas las temporadas excepto en 1983 y 1988. Sutton ingresó a la radiodifusión después de su retiro como jugador. Trabajó en esta capacidad para varios equipos, la mayoría con los Bravos de Atlanta. Sutton fue incluido en el Salón de la Fama del Béisbol en 1998.

## Primeros años
Sutton nació en Clio, Alabama, una pequeña ciudad en el condado de Barbour, y en la misma fecha que el futuro compañero de equipo de los Dodgers, Reggie Smith. Nació de aparceros al final de la Segunda Guerra Mundial, en una choza de papel alquitranado.
Cuando nació Sutton, su padre tenía dieciocho años y su madre quince. El padre de Sutton, Howard, le dio la sólida ética de trabajo que tuvo a lo largo de su carrera. Su padre intentó realizar trabajos de tala y construcción y, en busca de trabajo, trasladó a la familia a Molino, Florida, al norte de Pensacola. Sutton asistió a J. M. Tate High School, donde jugó béisbol, baloncesto y fútbol. Llevó a su equipo de béisbol a las finales estatales de escuelas pequeñas dos años seguidos, ganando su tercer año, 1962, y perdiendo 2-1 en su último año, y fue nombrado para todos los condados, todas las conferencias y todo el estado por ambas temporadas. Se graduó en 1963 y fue votado como "más probable de triunfar". Quería asistir a la Universidad de Florida, pero el entrenador Dave Fuller no estaba interesado. Asistió a Gulf Coast Community College, Ciudad de Panamá durante un año, y luego a Whittier College. Después de una buena liga de verano, fue contratado por los Dodgers.

## Carrera
Después de jugar para los Sioux Falls Packers en Dakota del Sur, Sutton ingresó a las Grandes Ligas a la edad de veintiún años. El debut de Sutton en las Grandes Ligas llegó con los Dodgers el 14 de abril de 1966, el mismo día en que nació el futuro ganador de trescientos juegos Greg Maddux. En los Dodgers de 1966, Sutton fue el cuarto lanzador abridor en una rotación que incluía a Sandy Koufax, Don Drysdale y Claude Osteen. Ponchó a 209 bateadores esa temporada, que fue el total de ponches más alto para un novato desde 1911.

## Vida personal
Sutton era un ávido golfista y entusiasta del vino y con frecuencia hacía referencias a estos pasatiempos mientras transmitía. Sutton también transmitió golf y se desempeñó como analista antes y después del juego para la cobertura de NBC de la Serie de Campeonato de la Liga Americana de 1983 y 1987. Sutton se desempeñó anteriormente como comentarista de color para la cobertura de NBC de la Serie de Campeonato de la Liga Nacional de 1979. Su hijo, Daron, es un exlocutor de Los Angeles Angels y Arizona Diamondbacks.
Sutton murió después de una larga batalla contra el cáncer el 18 de enero de 2021.